# Coppa Italia Dilettanti (Fase Promozione) 1981-1982
La fase Promozione della Coppa Italia Dilettanti 1981-1982 è un trofeo di calcio cui partecipano le squadre militanti nella Promozione 1981-1982. Questa è la 1ª edizione. Le 5 squadre superstiti si qualificano per i quarti di finale della Coppa Italia Dilettanti 1981-1982 assieme alle 3 della fase Interregionale.

## Primo e secondo turno

### Lombardia
| Squadra 1     | Totale        | Squadra 2     | Andata     | Ritorno    |
| ------------- | ------------- | ------------- | ---------- | ---------- |
| PRIMO TURNO   | PRIMO TURNO   | PRIMO TURNO   | 06.09.1981 | 13.09.1981 |
| Pro Palazzolo | 2 – 1         | Brugherio     | 1 – 1      | 1 – 0      |
| SECONDO TURNO | SECONDO TURNO | SECONDO TURNO | 30.09.1981 | 14.10.1981 |
| Pro Palazzolo | 4 – 2         | Verbano       | 2 – 1      | 2 – 1      |

### Friuli-Venezia Giulia
| Squadra 1          | Totale          | Squadra 2       | Andata     | Ritorno    |
| ------------------ | --------------- | --------------- | ---------- | ---------- |
| PRIMO TURNO        | PRIMO TURNO     | PRIMO TURNO     | 06.09.1981 | 13.09.1981 |
| Fontanafredda      | 2 – 3           | Cordenonese     | 2 – 2      | 0 – 1      |
| Azzanese           | 2 – 2 (gfc)     | SPAL Cordovado  | 1 – 0      | 1 – 2      |
| Orcenico Sanvitese | 2 – 0           | Basiliano       | 1 – 0      | 1 – 0      |
| Centro del Mobile  | 3 – 1           | Maniago         | 2 – 1      | 1 – 0      |
| Tarcentina         | 1 – 2           | Valnatisone     | 1 – 1      | 0 – 1      |
| Manzanese          | 0 – 1           | Cormonese       | 0 – 1      | 0 – 0      |
| Pieris             | 0 – 6           | Pro Cervignano  | 0 – 3      | 0 – 3      |
| Edile Adriatica    | 2 – 2 (5-3 dtr) | Ponziana        | 1 – 1      | 1 – 1      |
| SECONDO TURNO      | SECONDO TURNO   | SECONDO TURNO   | 30.09.1981 | 14.10.1981 |
| Orcenico Sanvitese | 2 – 1           | Azzanese        | 1 – 1      | 1 – 0      |
| Centro del Mobile  | 2 – 1           | Cordenonese     | 2 – 0      | 0 – 1      |
| Cormonese          | 4 – 1           | Valnatisone     | 4 – 0      | 0 – 1      |
| Pro Cervignano     | 4 – 3           | Edile Adriatica | 4 – 1      | 0 – 2      |

### Basilicata
| Squadra 1      | Totale        | Squadra 2        | Andata     | Ritorno    |
| -------------- | ------------- | ---------------- | ---------- | ---------- |
| PRIMO TURNO    | PRIMO TURNO   | PRIMO TURNO      | 06.09.1981 | 13.09.1981 |
| Montescaglioso | 3 – 3         | Pro Matera       | 1 – 1      | 2 – 2      |
| Real Genzano   | 5 – 1         | Libertas Invicta | 3 – 2      | 3 – 0      |
| Policoro       | ? – ?         | Moliterno        | ? – ?      | ? – ?      |
| SECONDO TURNO  | SECONDO TURNO | SECONDO TURNO    | 22.10.1981 | 28.10.1981 |
| Montescaglioso | ? – ?         | Policoro         | 1 – 0      | ? – ?      |
| Real Genzano   | ? – ?         | Agropoli         | 0 – 2      | ? – ?      |

## Terzo turno
| Squadra 1                 | Totale      | Squadra 2               | Andata     | Ritorno    |
| ------------------------- | ----------- | ----------------------- | ---------- | ---------- |
| TERZO TURNO               | TERZO TURNO | TERZO TURNO             | 18.11.1981 | 09.12.1981 |
| (LOM) Pro Palazzolo       | 4 – 2       | Angelo Baiardo (LIG)    | 2 – 0      | 2 – 2      |
| (FVG) Orcenico Sanvitese  | 3 – 5       | Bagnoli (VEN)           | 2 – 1      | 1 – 4      |
| (VEN) Pellizzari Vedelago | 2 – 0       | Centro del Mobile (FVG) | 2 – 0      | 0 – 0      |
| (VEN) Union Clodia        | 2 – 1       | Pro Cervignano (FVG)    | 1 – 0      | 1 – 1      |
| (FVG) Cormonese           | 1 – 3       | Martellago (VEN)        | 1 – 1      | 0 – 2      |
| (PUG) Ruvo                | 4 – 3       | Montescaglioso (BAS)    | 4 – 1      | 0 – 2      |

## Quarto turno
| Squadra 1           | Totale | Squadra 2          | Andata | Ritorno |
| ------------------- | ------ | ------------------ | ------ | ------- |
| (LOM) Pro Palazzolo | 1 – 0  | Union Clodia (VEN) | 1 – 0  | 0 – 0   |

## Quinto turno
| Squadra 1           | Totale | Squadra 2         | Andata | Ritorno |
| ------------------- | ------ | ----------------- | ------ | ------- |
| (LOM) Pro Palazzolo | 3 – 2  | Montecavolo (E.R) | 3 – 0  | 0 – 2   |

## Ottavi di finale
| Squadra 1           | Totale      | Squadra 2       | Andata | Ritorno |
| ------------------- | ----------- | --------------- | ------ | ------- |
| (LOM) Pro Palazzolo | 0 – 0 (dtr) | Argentana (E.R) | 0 – 0  | 0 – 0   |

## Verdetti
Pro Palazzolo, Real Gragnano, Tivoli più altre due squadre accedono ai quarti di finale della Coppa Italia Dilettanti 1981-1982.